# Ľubomír Bulík
Ľubomír Bulík (* 22. září 1957, Turzovka) je slovenský generál a bývalý náčelník Generálního štábu ozbrojených sil Slovenské republiky.

## Život
Ľubomír Bulík se narodil 22. září 1957 v Turzovce. Mezi lety 1975 a 1977 absolvoval dvouletou důstojnickou školu ve Vyškově na Moravě, následně byl přijat do služebního poměru a jmenován do první důstojnické hodnosti podporučíka. Roku 1981 ukončil vysokou vojenskou školu a byl mu přiznán titul inženýr. Do roku 1984 vykonával základní velitelské a štábní funkce, od roku 1985 působil ve vojenském vysokém školství. Roku 1993 ukončil externí vědeckou aspiranturu a začal působit na Ministerstvu obrany Slovenské republiky. Vykonával tam postupně funkce ředitele odboru, náčelníka štábu a generálního ředitele sekce. V roce 1995 absolvoval studium na velitelské akademii generálního štábu v Hamburku, poté v roce 2000 absolvoval kurz anglického jazyka v Texasu v USA. V září 2000 byl jmenován do první generálské hodnosti. 21. prosince 2004 byl ustanoven do funkce náčelníka Generálního štábu ozbrojených sil Slovenské republiky. Ovládá německý, anglický a ruský jazyk. Je ženatý, má dva syny.

## Místa vojenského působení
- Vyškov
- Bratislava
- Hamburk
- USA

## Publikační činnost
Vydal mnoho článků z oblasti bezpečnostní a obranné problematiky i obranného plánování.